# Maison Hervieux
Pour les articles homonymes, voir Hervieux.
La maison Hervieux est une maison rurale située au 947, Grande Côte Ouest à Lanoraie au Québec (Canada). Il s'agit d'une maison de pierre construite en 1835 de style néoclassique fortement inspirée des résidences urbaines de l'époque. Elle est la propriété de la famille Hervieux de 1882 à 1956. Elle a été restaurée durant la seconde moitié du XIXe siècle par son propriétaire, l'architecte Didier Poirier, dans l’objectif de la remettre à son état initial. Elle a été classée immeuble patrimonial en 1972. Elle bénéficie d'une aire de protection qui a été délimitée en 1975.